# 耿马猪屎豆
耿马猪屎豆（学名：Crotalaria gengmaensis）为豆科猪屎豆属下的一个种。

## 扩展阅读
- 維基物種上的相關：耿马猪屎豆